# Süper Lig de 2017–18
A Süper Lig de 2017–18 (também conhecida como İlhan Cavcav Sezonu) foi a 60ª temporada do Campeonato Turco de Futebol. O Galatasaray sagrou-se campeão nacional pela 21ª vez em sua história após terminar a competição 3 pontos à frente do vice-campeão Fenerbahçe.
A artilharia do campeonato, por sua vez, ficou a cargo do futebolista francês Bafétimbi Gomis, que nesta temporada atuou justamente pelo campeão Galatasaray, onde terminou a competição marcando 29 gols.

## Homenagem
Em 7 de julho de 2017, ainda durante o período de pré-temporada, a Federação Turca de Futebol decidiu mediante alteração da logomarca oficial da competição render homenagem oficial à İlhan Cavcav, histórico dirigente de futebol turco e presidente do Gençlerbirliği, tradicional clube da capital Ancara, por onde atuou por 34 anos, entre 1978 e 2012. O ex-dirigente faleceu em 13 de janeiro de 2012, aos 81 anos, vítima de aneurisma cerebral.

## Participantes
| Clube            | Técnico         | Capitão         | Estádio                                  | Capacidade | Material Esportivo | Patrocinador   |
| ---------------- | --------------- | --------------- | ---------------------------------------- | ---------- | ------------------ | -------------- |
| Akhisarspor      | Okan Buruk      | Caner Osmanpaşa | Estádio Municipal de Akhisar             | 12 139     | Nike               | Spor Toto      |
| Alanyaspor       | Safet Sušić     | Haydar Yılmaz   | Estádio do Colégio Bahçeşehir            | 10 842     | Kappa              | TAV Airports   |
| Antalyaspor      | Rıza Çalımbay   | Samuel Eto'o    | Estádio de Antália                       | 32 539     | Nike               | Iati           |
| Başakşehir       | Abdullah Avcı   | Emre Belözoğlu  | Estádio Fatih Terim de Başakşehir        | 17 319     | Nike               | Makro          |
| Beşiktaş         | Şenol Güneş     | Tolga Zengin    | Vodafone Park                            | 41 903     | Adidas             | Vodafone       |
| Bursaspor        | Paul Le Guen    | Pablo Batalla   | Estádio Municipal Metropolitano de Bursa | 43 331     | Puma               | Warmhaus       |
| Fenerbahçe       | Aykut Kocaman   | Volkan Demirel  | Estádio Şükrü Saraçoğlu                  | 50 509     | Adidas             | Nesine.com     |
| Galatasaray      | Igor Tudor      | Selçuk İnan     | Complexo Esportivo Ali Sami Yen          | 52 280     | Nike               | NEF            |
| Gençlerbirliği   | Ümit Özat       | Uğur Çiftçi     | Estádio 19 de Maio de Ancara             | 19 209     | Lotto              | ARTE           |
| Göztepe          | Tamer Tuna      | Selçuk Şahin    | Estádio Aziz Kocaoğlu de Bornova         | 9 138      | Lotto              | Mahall Bomonti |
| Karabükspor      | Erkan Sözeri    | Ahmet Şahin     | Dr. Necmettin Şeyhoğlu Stadyumu          | 11 378     | Adidas             | Kardemir       |
| Kasımpaşa        | Kemal Özdeş     | Veysel Sari     | Estádio Recep Tayyip Erdoğan             | 14 234     | Nike               | Ülker          |
| Kayserispor      | Marius Șumudică | Umut Bulut      | Estádio Kadir Has                        | 32 864     | Adidas             | İstikbal       |
| Konyaspor        | Mehmet Özdilek  | Ali Çamdalı     | Estádio Municipal Metropolitano de Cônia | 41 981     | Hummel             | Spor Toto      |
| Osmanlıspor      | Bülent Uygun    | Numan Çürüksu   | Osmanlı Stadı                            | 18 029     | Nike               | ATG            |
| Sivasspor        | Samet Aybaba    | Ziya Erdal      | Novo Estádio 4 de Setembro de Sivas      | 27 532     | Adidas             | Demir İnşaat   |
| Trabzonspor      | Ersun Yanal     | Onur Kıvrak     | Estádio Şenol Güneş                      | 41 461     | Nike               | QNB            |
| Yeni Malatyaspor | Ertuğrul Sağlam | Yalçın Ayhan    | Novo Estádio de Malatya                  | 27 044     | Adidas             | Battalbey      |

## Trocas de Técnico
| Equipe           | Treinador no cargo | Modo de Dispensa    | Data de Saída           | Posição | Substituído por | Contratado em           |
| ---------------- | ------------------ | ------------------- | ----------------------- | ------- | --------------- | ----------------------- |
| Gençlerbirliği   | Ümit Özat          | Rescisão amigável   | 30 de agosto de 2017    | 18º     | Mesut Bakkal    | 31 de agosto de 2017    |
| Yeni Malatyaspor | Ertuğrul Sağlam    | Pediu demissão      | 14 de setembro de 2017  | 13º     | Erol Bulut      | 27 de setembro de 2017  |
| Osmanlıspor      | Bülent Uygun       | Pediu demissão      | 17 de setembro de 2017  | 18º     | İrfan Buz       | 20 de setembro de 2017  |
| Antalyaspor      | Rıza Çalımbay      | Pediu demissão      | 18 de setembro de 2017  | 16º     | Leonardo        | 27 de setembro de 2017  |
| Karabükspor      | Erkan Sözeri       | Pediu demissão      | 1º de outubro de 2017   | 16º     | Tony Popović    | 1º de outubro de 2017   |
| Trabzonspor      | Ersun Yanal        | Foi demitido        | 15 de outubro de 2017   | 11º     | Rıza Çalımbay   | 18 de outubro de 2017   |
| Gençlerbirliği   | Mesut Bakkal       | Foi demitido        | 20 de novembro de 2017  | 18º     | Ümit Özat       | 20 de novembro de 2017  |
| Antalyaspor      | Leonardo           | Pediu demissão      | 6 de dezembro de 2017   | 17º     | David Badía     | 6 de dezembro de 2017   |
| Karabükspor      | Tony Popović       | Foi demitido        | 15 de dezembro de 2017  | 18º     | Levent Açıkgöz  | 18 de dezembro de 2017  |
| Galatasaray      | Igor Tudor         | Foi demitido        | 18 de dezembro de 2017  | 2º      | Fatih Terim     | 21 de dezembro de 2017  |
| Alanyaspor       | Safet Sušić        | Foi demitido        | 26 de dezembro de 2017  | 13º     | Hikmet Karaman  | 3 de janeiro de 2018    |
| Antalyaspor      | David Badía        | Fim da interinidade | 4 de janeiro de 2018    | 15º     | Hamza Hamzaoğlu | 3 de janeiro de 2018    |
| Alanyaspor       | Hikmet Karaman     | Foi demitido        | 26 de fevereiro de 2018 | 16º     | Mesut Bakkal    | 27 de fevereiro de 2018 |
| Konyaspor        | Mehmet Özdilek     | Rescisão amigável   | 4 de março de 2018      | 16º     | Sergen Yalçın   | 6 de março de 2018      |
| Karabükspor      | Levent Açıkgöz     | Foi demitido        | 21 de março de 2018     | 18º     | Ünal Karaman    | 21 de março de 2018     |
| Bursaspor        | Paul Le Guen       | Foi demitido        | 10 de abril de 2018     | 13º     | Mustafa Er      | 10 de abril de 2018     |

## Classificação Geral
Atualizado em 19 de maio de 2018[carece de fontes?]
| Campeão Turco 2017–18    |
| ------------------------ |
| Galatasaray (21º título) |

### Nota
*Vencedor da Copa da Turquia dessa temporada, o Akhisarspor assegurou vaga na 2ª rodada dos playoffs da Liga Europa.

## Resultados
| Mandante \ Visitante | AKH | ALN | ANT | BAŞ | BJK | BUR | FNB | GAL | GEN | GÖZ | KAR | KAS | KAY | KON | OSM | SİV | TRA | YMS |
| -------------------- | --- | --- | --- | --- | --- | --- | --- | --- | --- | --- | --- | --- | --- | --- | --- | --- | --- | --- |
| Akhisarspor          | —   | 0–4 | 1–1 | 1–2 | 0–3 | 1–0 | 1–0 | 1–2 | 3–3 | 1–1 | 2–1 | 2–1 | 0–2 | 3–0 | 2–1 | 1–0 | 1–3 | 0–0 |
| Alanyaspor           | 3–1 | —   | 3–2 | 4–1 | 1–2 | 3–1 | 1–4 | 2–3 | 4–1 | 1–1 | 1–1 | 1–3 | 1–2 | 1–2 | 1–1 | 1–1 | 1–2 | 1–0 |
| Antalyaspor          | 2–2 | 3–1 | —   | 0–2 | 1–2 | 2–0 | 0–1 | 1–1 | 1–1 | 1–3 | 2–1 | 2–1 | 2–1 | 0–0 | 3–0 | 1–4 | 1–2 | 3–1 |
| Başakşehir           | 2–1 | 2–1 | 4–1 | —   | 1–0 | 1–0 | 0–2 | 5–1 | 1–1 | 2–0 | 5–0 | 3–2 | 3–1 | 2–1 | 1–0 | 1–1 | 2–2 | 1–0 |
| Beşiktaş             | 0–0 | 1–0 | 2–0 | 1–1 | —   | 2–1 | 3–1 | 3–0 | 1–0 | 5–1 | 5–0 | 2–1 | 2–0 | 2–0 | 5–1 | 5–1 | 2–2 | 3–1 |
| Bursaspor            | 3–0 | 3–2 | 4–0 | 0–3 | 2–2 | —   | 0–1 | 1–2 | 1–1 | 0–0 | 2–1 | 0–1 | 1–0 | 2–1 | 3–1 | 1–0 | 1–3 | 0–0 |
| Fenerbahçe           | 2–3 | 3–0 | 4–1 | 2–3 | 2–1 | 2–1 | —   | 0–0 | 2–2 | 2–1 | 2–0 | 4–2 | 3–3 | 3–2 | 2–0 | 4–1 | 2–2 | 3–1 |
| Galatasaray          | 4–2 | 2–0 | 3–0 | 2–0 | 2–0 | 5–0 | 0–0 | —   | 5–1 | 3–1 | 3–2 | 2–0 | 4–1 | 2–1 | 2–0 | 3–0 | 2–1 | 2–0 |
| Gençlerbirliği       | 1–1 | 0–1 | 0–1 | 1–0 | 2–1 | 1–0 | 1–2 | 1–0 | —   | 3–0 | 1–1 | 0–0 | 1–2 | 2–1 | 0–3 | 4–0 | 0–0 | 0–1 |
| Göztepe              | 2–0 | 3–3 | 2–1 | 1–2 | 1–3 | 2–1 | 2–2 | 0–1 | 3–2 | —   | 5–0 | 0–2 | 1–1 | 1–0 | 3–3 | 1–0 | 3–2 | 0–0 |
| Karabükspor          | 0–3 | 1–0 | 1–2 | 3–1 | 0–1 | 1–4 | 0–7 | 0–7 | 0–2 | 0–1 | —   | 0–2 | 1–0 | 0–1 | 0–4 | 0–1 | 1–1 | 2–4 |
| Kasımpaşa            | 2–0 | 3–2 | 2–3 | 1–2 | 2–2 | 2–2 | 1–4 | 2–1 | 3–1 | 3–1 | 2–0 | —   | 1–1 | 2–1 | 1–1 | 2–3 | 0–3 | 3–2 |
| Kayserispor          | 1–2 | 1–2 | 2–0 | 1–1 | 1–1 | 3–1 | 0–5 | 1–3 | 3–2 | 1–0 | 3–2 | 3–2 | —   | 2–1 | 2–2 | 1–1 | 0–0 | 0–1 |
| Konyaspor            | 2–0 | 0–2 | 1–1 | 1–1 | 1–1 | 0–3 | 1–1 | 0–2 | 3–0 | 1–1 | 2–0 | 2–0 | 2–0 | —   | 1–0 | 5–0 | 2–2 | 0–1 |
| Osmanlıspor          | 3–2 | 3–0 | 0–0 | 1–4 | 2–3 | 2–1 | 1–1 | 1–3 | 2–0 | 0–2 | 3–0 | 3–0 | 0–1 | 0–0 | —   | 2–4 | 3–3 | 0–0 |
| Sivasspor            | 1–1 | 2–2 | 3–1 | 1–0 | 2–1 | 0–0 | 1–2 | 2–1 | 1–0 | 2–3 | 1–0 | 2–2 | 0–2 | 2–1 | 3–2 | —   | 1–2 | 2–0 |
| Trabzonspor          | 1–6 | 3–4 | 3–0 | 0–1 | 0–2 | 1–0 | 1–1 | 2–1 | 3–1 | 0–0 | 3–0 | 2–5 | 4–0 | 2–1 | 4–3 | 0–2 | —   | 4–1 |
| Yeni Malatyaspor     | 0–0 | 1–1 | 1–1 | 0–2 | 0–0 | 2–4 | 0–2 | 2–1 | 4–1 | 2–3 | 3–1 | 1–1 | 3–2 | 1–1 | 3–1 | 1–0 | 1–0 | —   |

## Artilheiros
Atualizado em 19 de maio de 2018[carece de fontes?]
| Pos. | Jogador           | Clube               | Gols |
| ---- | ----------------- | ------------------- | ---- |
| 1    | Bafétimbi Gomis   | Galatasaray         | 29   |
| 2    | Burak Yılmaz      | Trabzonspor         | 23   |
| 3    | Adis Jahović      | Konyaspor           | 19   |
| 4    | Emmanuel Adebayor | Konyaspor           | 15   |
| 5    | Giuliano          | Fenerbahçe          | 14   |
| 5    | Anderson Talisca  | Beşiktaş            | 14   |
| 5    | Umut Bulut        | Kayserispor         | 14   |
| 5    | Emre Akbaba       | Alanyaspor          | 14   |
| 9    | Vágner Love       | Alanyaspor Beşiktaş | 13   |
| 9    | Trézéguet         | Kasımpaşa           | 13   |
| 9    | Ryan Babel        | Beşiktaş            | 13   |
| 9    | Arouna Koné       | Sivasspor           | 13   |